# 森尾電機
森尾電機株式会社（もりおでんき、英: MORIO DENKI CO., LTD.）は、鉄道車両・工事用自動車・船舶を中心とする交通運輸車両および船舶用の、制御機器・表示機器の中堅メーカー。鉄道向けの床下配電箱や行先表示器、主幹制御器の製作は、コイト電工と並び非常に高いシェアを誇る。バス車両の扉開閉装置や方向幕の制御装置、鉄道車両のLEDヘッドライトも扱っている。

## 沿革
- 1911年 - 「森尾商会」創業。
- 1912年 - 鉄道車両用照明配線器具製造開始。
- 1936年 - 東京市芝区（後の東京都港区新橋）に「株式会社森尾商会製作所」を設立。
- 1942年 - 商号を「森尾電機株式会社」に変更するとともに、東京都葛飾区に移転。
- 1943年 - 船舶用照明配線器具の製造販売を開始。
- 1955年 - 防衛庁（後の防衛省）より艦艇用照明・配線・信号機器の製作指名を受ける。
- 1961年 - 茨城県龍ケ崎市に竜ヶ崎工場が竣工し、操業を開始。
- 1962年 - 東京証券取引所2部に上場。
- 1964年 - 大阪出張所（後の大阪営業所）を開設。
- 1965年 - 国内初の自動字幕式行先表示器の製造販売を開始。
- 1966年 - 自動車部門を新設し、自動車用電気部品の製造販売を開始。
- 1997年 - 上海に上海森尾電器有限公司を設立。
- 2010年 - 上海森尾電器有限公司を解散。